# Place du Panthéon
Place du Panthéon é uma praça situada em pleno Quartier Latin, no 5.º arrondissement de Paris, França. Seu nome é em homenagem ao monumento Panteão de Paris.

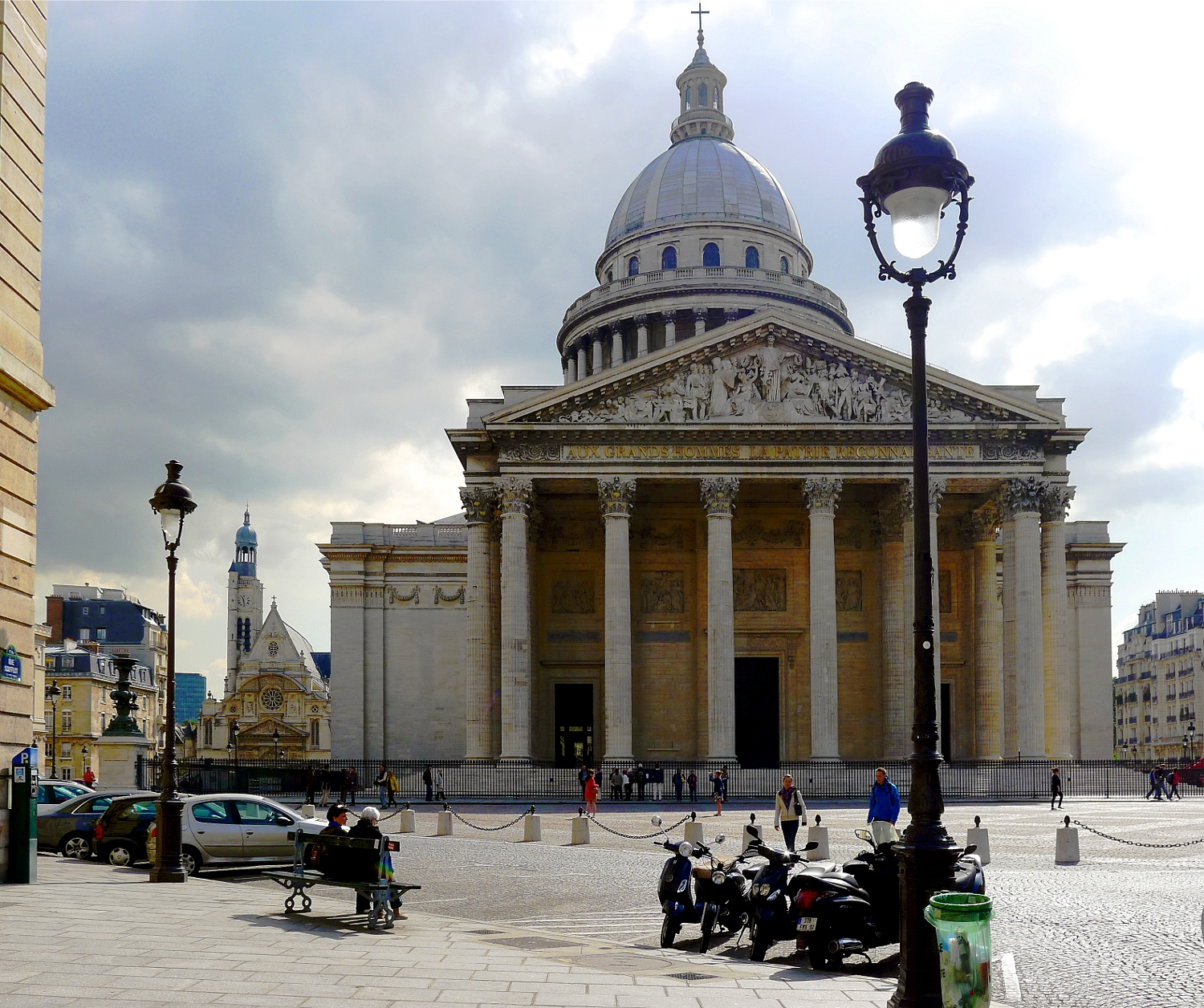
O Panteão.
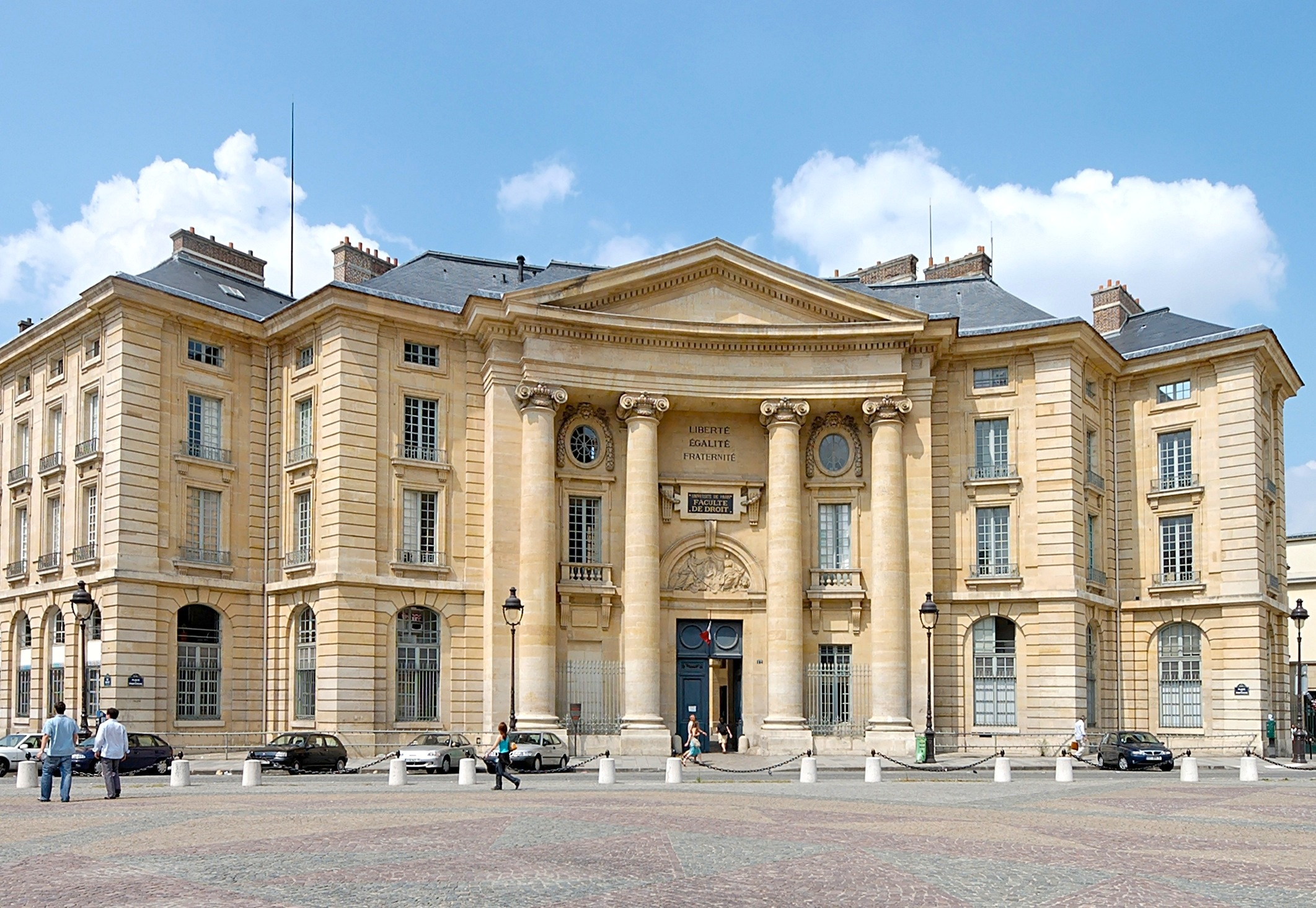
Edifício principal das universidades Pantheon-Assas e Pantheon-Sorbonne.
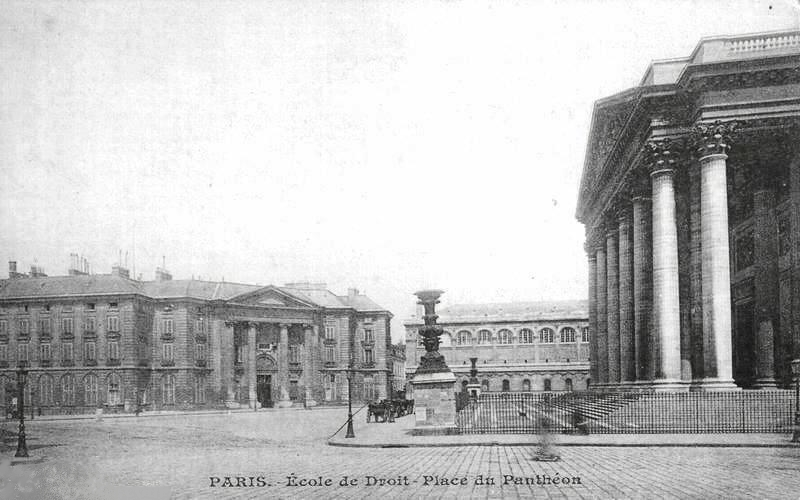
Place du Panthéon, por volta de 1900.
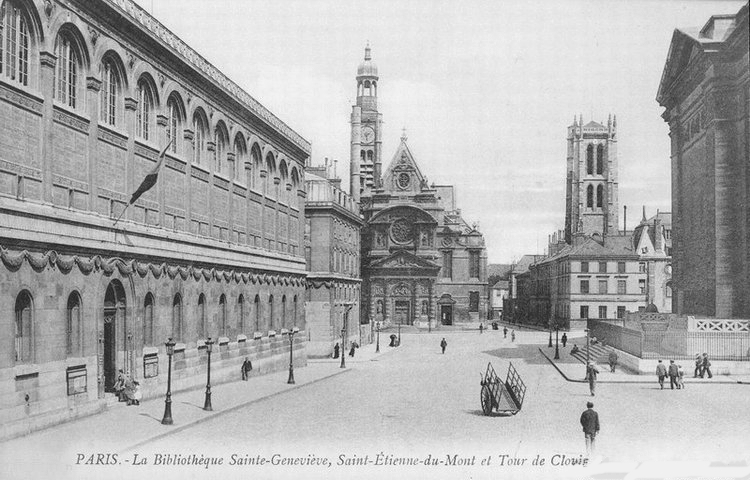
Biblioteca de Sainte-Geneviève, Saint-Étienne-du-Mont, Henri-IV e o Panteão, cerca de 1900.
Mapa da Place du Panthéon.